# Watertown (town, New York)
Pour les articles homonymes, voir Watertown.
Ne doit pas être confondu avec Watertown (New York).
Watertown est une ville située dans le comté de Jefferson, dans l'État de New York, aux États-Unis,. En 2010, elle comptait une population de 4 470 habitants.

## Démographie
Lors du recensement de 2010, la ville comptait une population de 4 470 habitants. Elle est estimée, en 2014, à 4 601 habitants.